# Szero Rom
Szero Rom lub Siero Rom (rom. Šero Rom dosł. „Głowa-Rom”) – tradycyjny zwierzchnik niektórych romskich społeczności zamieszkałych w Polsce, w języku polskim często nazywany „królem Romów”. Funkcję tę pełnił m.in. Henryk Nudziu Kozłowski.
Instytucja Szero Roma polega na rozsądzaniu wewnętrznych sporów dotyczących przestrzegania romskich zwyczajów (romanipen), w szczególności zaś na nakładaniu bądź zdejmowaniu z danej osoby statusu skalania. Jest on ostateczną instancją orzekającą w tych kwestiach. Choć jego jurysdykcji podlegają jedynie zamieszkałe w Polsce (i pochodzące z niej) grupy Polska Roma, Chaładytka Roma i Sasytka Roma, zdarza się, iż również przedstawiciele grupy Bergitka odwołują się do jego autorytetu.
Podobne instytucje znane są wśród innych grup romskich na świecie. Zdarza się, iż ich funkcje pełni rada starszych (np. Kris u Kełderaszy i Lowarów), której odpowiednik w grupie Polska Roma jest niższą instancją tradycyjnego sądownictwa. Szero Roma należy wyraźnie odróżnić od tzw. królów cygańskich istniejących w wielu państwach nowożytnej Europy, w Polsce w czasach I Rzeczypospolitej, przed wojną oraz krótko po wojnie.